# 汗疹
汗疹（かんしん、汗瘡、英: Sweat rash、羅 miliaria）とは、発汗時に小水疱や小丘疹が出現する皮膚疾患。あせもと一般的に言われるものである。京阪では「あせぼ」とも呼ばれる。

## 症状
汗貯留症候群の一種である。特に乳幼児は成人に比べて単位面積当たりの発汗量が多く、体温調節機能も未発達であるため汗疹ができやすいとされる。
患者が「あせも」と考えて皮膚科を受診する場合でも、専門医が実際に診断するとアトピー性皮膚炎、カンジダ性間擦疹、汗管腫といった他の疾患である場合も少なくない。
あせもが化膿して顔などに深部膿瘍を作る「あせものより」は住環境の整備や衛生状態の改善で少なくなったが、地球温暖化の影響で再び同様の疾患が増えることが危惧されている。なお、この汗腺膿瘍（あせものより）はむしろ細菌感染症として捉えられている。

## 分類
医学書により水晶様汗疹（miliaria crystarina）と紅色汗疹（miliaria rubra）、深在性汗疹（miliaria profunda）の3種、またはそれに膿疱性汗疹（miliaria pustulosa）を加えた4種に分けられる。ただし、深在性汗疹と膿疱性汗疹については紅色汗疹の特殊型としてまとめる医学書もある。
水晶様汗疹
角層での汗管の閉塞によって生じるもので粟粒大で水疱がみられる。
紅色汗疹
表皮内での汗管の閉塞によって生じるもので炎症を伴う。

## 鑑別診断
紅色汗疹は、表皮内汗管に一致した紅斑を伴う小さな漿液性丘疹で、毛孔とは一致しない丘疹が複数かつ等間隔に並び、あまり新旧の混在がないのが特徴とされる。
個疹の性状から鑑別すべき疾患に、カンジダ性間擦疹、多発性毛嚢炎、突発性発疹などがあるが、これらは湿疹化をきたす例も少なくない。アトピー性皮膚炎、接触皮膚炎、脂漏性皮膚炎の間擦疹などとの鑑別は難しい場合もある。

## 治療
水晶様汗疹に関してはそのまま数日で消えてしまうことが多い。しかし、汗が出現したら拭き取るよう心がけないと、再発を繰り返す。
紅色汗疹に対しては、湿疹性であればステロイド外用薬の塗布が選択されるが、化膿した場合には悪化を防ぐため抗菌外用剤が選択される。
温水で汗管が開き、症状が改善するため、入浴が奨められる。入浴後には弱いステロイド軟膏を塗り、就寝中はエアコンを付けたままにすると良い。

## 予防と対策
発汗の予防として、風通しの良い環境、吸湿性に優れている衣類の着用やこまめな交換が推奨される。
発汗後はぬるめの温度の入浴やシャワー浴で頭髪や皮膚を清潔に保つこと、ごわごわの衣類の着用を避ける（また冬場は必要以上の厚着を避ける）ことで予防に努める。